# یان والری
یان والری (انگلیسی: Yan Valery؛ زادهٔ ۲۲ فوریهٔ ۱۹۹۹) بازیکن فوتبال اهل فرانسه است.
از باشگاه‌هایی که در آن بازی کرده‌است می‌توان به باشگاه فوتبال ساوت‌همپتون اشاره کرد.
وی همچنین در تیم‌های ملی فوتبال زیر ۱۷ سال فرانسه و زیر ۱۸ سال فرانسه بازی کرده‌است.